# El Fangar i Platja de la Marquesa
El Fangar i Platja de la Marquesa és una zona humida que inclou la fletxa litoral de la punta del Fangar, la platja de la Marquesa i la badia del Fangar. La punta del Fangar és una gran extensió de formació força moderna (segles XVII al XIX). En aquesta zona, juntament amb la platja de la Marquesa, es localitza el sistema de dunes més extens i complex de tot el delta. L'espai ocupa més de 1.000 ha. Es detallen a continuació les principals característiques de cada un dels espais.

## Conjunt
En aquests ambients es pot apreciar una gradació característica en funció de la intensitat del vent dominant, des de dunes mòbils cobertes pel borró (Ammophila arenaria arundinacea) i pel jull de platja (Elymus farctus) (hàbitats d'interès comunitari, codis 2110 i 2120); fins a comunitats situades més a recer dels vents, amb espècies com la crucianel·la (Crucianella maritima) i la bufalaga marina (Thymelaea hirsuta) (hàbitat amb codi 2210). Fora de la zona de dunes, la vegetació consisteix en comunitats helofítiques (a la sortida dels desguassos) i comunitats halòfiles. Pel que fa a aquestes últimes destaquen els prats i jonqueres halòfils mediterranis (Juncetalia maritimi) amb espartinars (hàbitats d'interès comunitari, codis 1410 i 1320) i els salicornars herbacis i subarbustius (hàbitat amb codi 1420), amb espècies com la barrella punxosa (Salsola kali), la cirialera vera (Arthrocnemum fruticosum), el donzell marí (Artemisia gallica), Suaeda vera, Salsola soda, etc. Hi és destacable la presència d'algunes plumbaginàcies singulars, en especial el limoniastre (Limoniastrum monopetalum), una espècie molt rara a la resta d'Europa i estrictament protegida en aquest espai pel Decret 328/1992. Altres hàbitats d'interès comunitari presents serien els plans costaners arenosos o llimosos, sovint recoberts de mantells microbians (codi 1140).
Pel que fa a la fauna, les dunes fixes donen refugi a petits mamífers, rèptils i alguns amfibis, com el gripau d'esperons (Pelobates cultripes), i a la badia, d'importants poblacions de fartet (Aphanius iberus). Tanmateix, els ocells són el grup faunístic més notori de la punta del Fangar. L'extens talús som fa que sigui un indret important per als larolimícoles. Les espècies que hi crien són, entre d'altres, el corriol camanegre (Charadrius alexandrinus), el curroc (Sterna nilotica), la gavina capblanca (Larus genei), la garsa de mar (Haematopus ostralegus), el xatrac comú (Sterna hirundo), el xatrac becllarg (S. Sandvicensis) i el xatrac menut (S. Albifrons). A l'hivern i durant els passos de migració s'hi observen altres grans estols d'ocells com l'ànec collverd (Anas platyrhynchos), el flamenc (Phoenicopterus ruber), el pigre gris (Pluvialis squatarola), la gamba roja (Tringa totanus), el territ menut (Calidris minuta), el territ becllarg (C. Ferruginea), el territ tresdits (C. Alba) i el territ variant (C. Alpina).

## Badia del Fangar

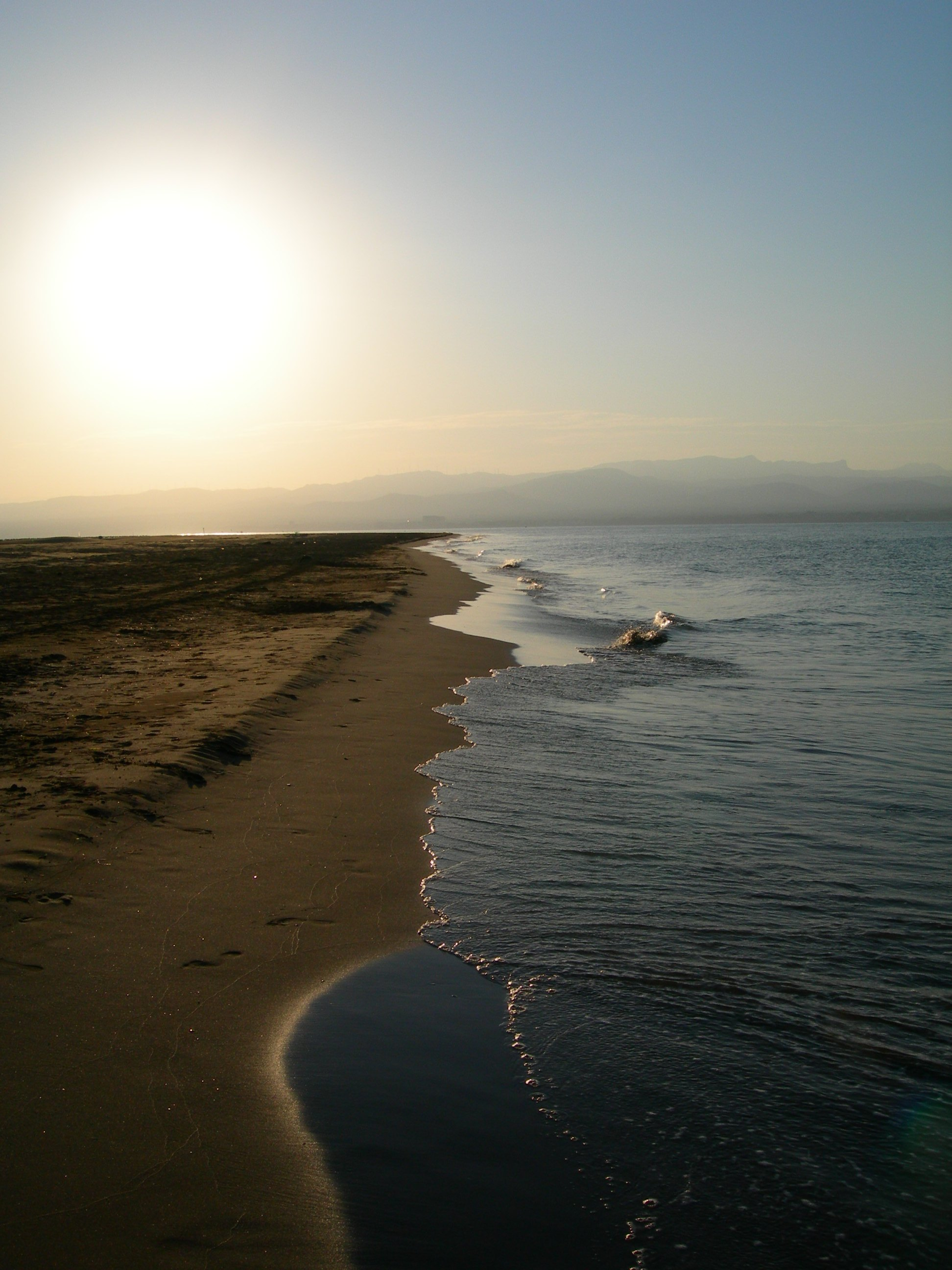
Entre la platja de la Marquesa i la platja del Fangar

L'origen de la badia es remunta al segle xviii, quan el lòbul septentrional va deixar de ser funcional i es va iniciar la remodelació dels materials sedimentaris per l'acció de l'onatge i els corrents marins. A la badia hi ha un important abocament d'aigua dolça provinent dels canals de desguàs dels arrossars (uns 230 milions de m³, només entre els mesos d'abril a gener). Lògicament, l'aigua de la badia està molt condicionada per aquestes aportacions, portadores de quantitats considerables de nutrients inorgànics i matèria orgànica. L'entrada d'aigua marina es fa per la seva connexió amb el mar i presenta una marcada estratificació, essent les zones més fondes les de major salinitat. La plataforma soma està coberta per Cymodocea nodosa, Zostera noltii, ambdues espècies també protegides pel Decret 328/1992, i Ruppia cirrhosa en un 90%, (hàbitats d'interès comunitari, codi 1150).

## Platja de la Marquesa
La platja de la Marquesa, també inclosa a aquesta zona humida, pertany a la Reserva natural de fauna salvatge de la punta del Fangar. Es tracta d'una zona de platja que limita pràcticament amb la platja de la Bassa de l'Arena. En aquesta zona es localitza el Riet de la Zaida o Riu Fondo, una antiga desembocadura de l'Ebre que, malgrat el seu avançat estat de colmatació, és una zona emprada per ocells nidificants com el cames llargues (Himantopus himantopus) i fumarells carablancs (Chlidonias hybrida).

## Protecció
Els principals problemes que presenta la badia del Fangar són la poca qualitat de les aigües que s'hi vessen, la sobrefreqüentació humana -sobretot els mesos d'estiu- la sobreexplotació dels recursos marins, l'abocament de runes i deixalles i el rebliment d'una part de la vora de la badia per efectes de les estacions de bombeig agrícoles. També té lloc una forta erosió de les dunes, amb una pèrdua notable de la zona marítima-terrestre, per efecte de l'erosió litoral, molt forta en aquest sector. El règim cinegètic és de zona de caça controlada de la fotja. L'espai és gestionat pel Parc Natural del Delta de l'Ebre, que hi ha instal·lat un mirador i diversos rètols informatius a més de tanques temporals de protecció per a les dunes i les colònies d'ocells, imprescindibles per a la seva conservació.
Actualment existeixen diversos projectes de l'Administració de l'Estat (AquaMed, Dirección General de Costas) que tenen com a objectiu millorar les condicions ecològiques de les dunes, aiguamolls i badia. L'espai disposa de diferents figures de protecció actualment. De major a menor a major ocupació es trobaria, en primer lloc, la Reserva Natural de Fauna Salvatge, que inclouria la punta del Fangar, la platja de la Marquesa i una estreta franja marina inclosa des de l'any 1992. En segon lloc es troben el Parc Natural del Delta de l'Ebre i l'espai del PEIN que comprendrien la punta del Fangar, la platja de la Marquesa i la part més interna de la badia. En últim lloc, la Xarxa Natura 2000, ampliada al Octubre 2006, inclouria tots els espais esmentats anteriorment amb la diferència que en aquest cas la totalitat de la badia estaria sota aquesta figura de protecció.

## Regressió de la línia de costa
La baixa elevació de la costa sobre el nivell del mar la converteix en una zona molt susceptible a les pujades del mar sobretot en contextos de temporal. En especial amb les anomenades "Llevantades" ja que el fort vent impulsa l'aigua terra endins anegant els aiguamolls i els camps d'arròs. Aquest fenomen és habitual però es veu agreujat per la gairebé nul·la aportació de sediments a causa dels embassaments d'aigua de la conca de l'Ebre i també pels efectes del canvi climàtic sobre la regió. El 2010 el propi Ministeri de Transports, Mobilitat i Agenda Urbana d'Espanya publicava que el vèrtex geodèsic de la platja del Fangar, construït el 1978 i ubicat a les coordenades 40° 45′ 58.27923″ N, 0° 47′ 37.94998″ E / 40.7661886750°N,0.7938749944°E, estava enfonsat amb el pilar destruït i la base de ciment desplaçada de la seva ubicació original.